# Zeitschrift für wissenschaftliche Zoologie
Die Zeitschrift für wissenschaftliche Zoologie, kurz Z. wiss. Zool., war eine biologische Fachzeitschrift. Sie wurde von Carl Theodor von Siebold und Albert von Kölliker gegründet.
Sie erschien von Band 1 (1848/49) bis 1923 im Verlag von Wilhelm Engelmann, Leipzig. Die Bände bis Band 156 (1942/44) und die Bände 157 (1953/54) bis 186 (1973) erschienen in der Akademischen Verlagsgesellschaft in Leipzig. Dann wurde das Erscheinen eingestellt.
Die Bände bis 119 sind digitalisiert verfügbar.